# ハンプステッド
ハンプステッド（Hampstead）は、カナダのケベック州のモントリオール島にある町。モントリオール市に隣接した独立し自治体となっている。2016年の統計で人口は6,973人、面積は1.80 平方キロメートルと非常に小さな自治体である。

## 概要
1914年に街が創設され、名前と同じくロンドンのハムステッドを模した郊外の田園都市として都市計画が進められた。地区内には戸建て住宅地のみとなっており、カナダでも富裕層が住む地区となっており、住民の平均所得はカナダトップクラスとなっている。突出すべきなのはこの自治体の8割がユダヤ人で構成されていることであり、ユダヤ人の町とされる。隣接するコート・サン・リュックもユダヤ人集住地域となっている。2002年にモントリオール市に併合されたが、2006年には再び分離した。

## 人口動態
| 母語話者（ハンプステッド）2016 | 母語話者（ハンプステッド）2016 | 母語話者（ハンプステッド）2016 | 母語話者（ハンプステッド）2016 | 母語話者（ハンプステッド）2016 |
| ------------------------------ | ------------------------------ | ------------------------------ | ------------------------------ | ------------------------------ |
|                                |                                |                                |                                |                                |
| フランス語                     | フランス語                     |                                | 18.0%                          | 18.0%                          |
| 英語                           | 英語                           |                                | 56.7%                          | 56.7%                          |
| ヘブライ語                     | ヘブライ語                     |                                | 2.2%                           | 2.2%                           |
| スペイン語                     | スペイン語                     |                                | 2.1%                           | 2.1%                           |

2016年の人口は6,973人と2011年の7,153人から減少した。2011年の調査によるとカナダ国内の自治体の中でユダヤ人の占める割合は75.2%とトップとなっており、イスラエルを除いた地域のなかでは世界で5番目にユダヤ人の割合が高い自治体である。住民は白人が9割以上を占めている。
2016年統計によると住民の56.7%が英語を母語とし、仏語は18.0%、その他の中で最も多いのはユダヤ人の言語であるヘブライ語の2.2%でイディッシュ語が1.1%となっている。家庭で使用される言語は英語が69.30%と7割弱を占めている英語圏の街となっている。近年はフランス語の割合が増加している。

## 交通
モントリオール市にある地下鉄ブルーンラインのスノードン駅が最も近くに位置している。

## 姉妹都市
- キリヤット・シュモナ